# Bahnhof Bruck an der Leitha

Der Bahnhof Bruck an der Leitha, abgekürzt Bruck a.d.Leitha, ungarisch Bruck-Királyhida, ist ein Bahnhof in der burgenländischen Gemeinde Bruckneudorf nahe der niederösterreichischen Stadt Bruck an der Leitha.

## Aufbau und Lage
Der Bahnhof befindet sich im burgenländischen Bruckneudorf an der Ostbahn parallel zur Leitha. Der Verschiebebahnhof liegt etwa einen Kilometer westlich davon auf niederösterreichischem Gebiet.
Am Bahnhofplatz befinden sich die Bushaltestellen, Parkplätze, Fahrradständer, Fahrkartenautomaten und ein kleines Geschäft. Von hier aus gelangt man mittels einer Unterführung bzw. Aufzügen zu den Bahnsteigen. Die Bahnsteige haben eine ungefähre Länge von 210 Metern. In Bruck an der Leitha befindet sich auch die Endstation der von Wiener Neustadt kommenden S-Bahnlinie 60.

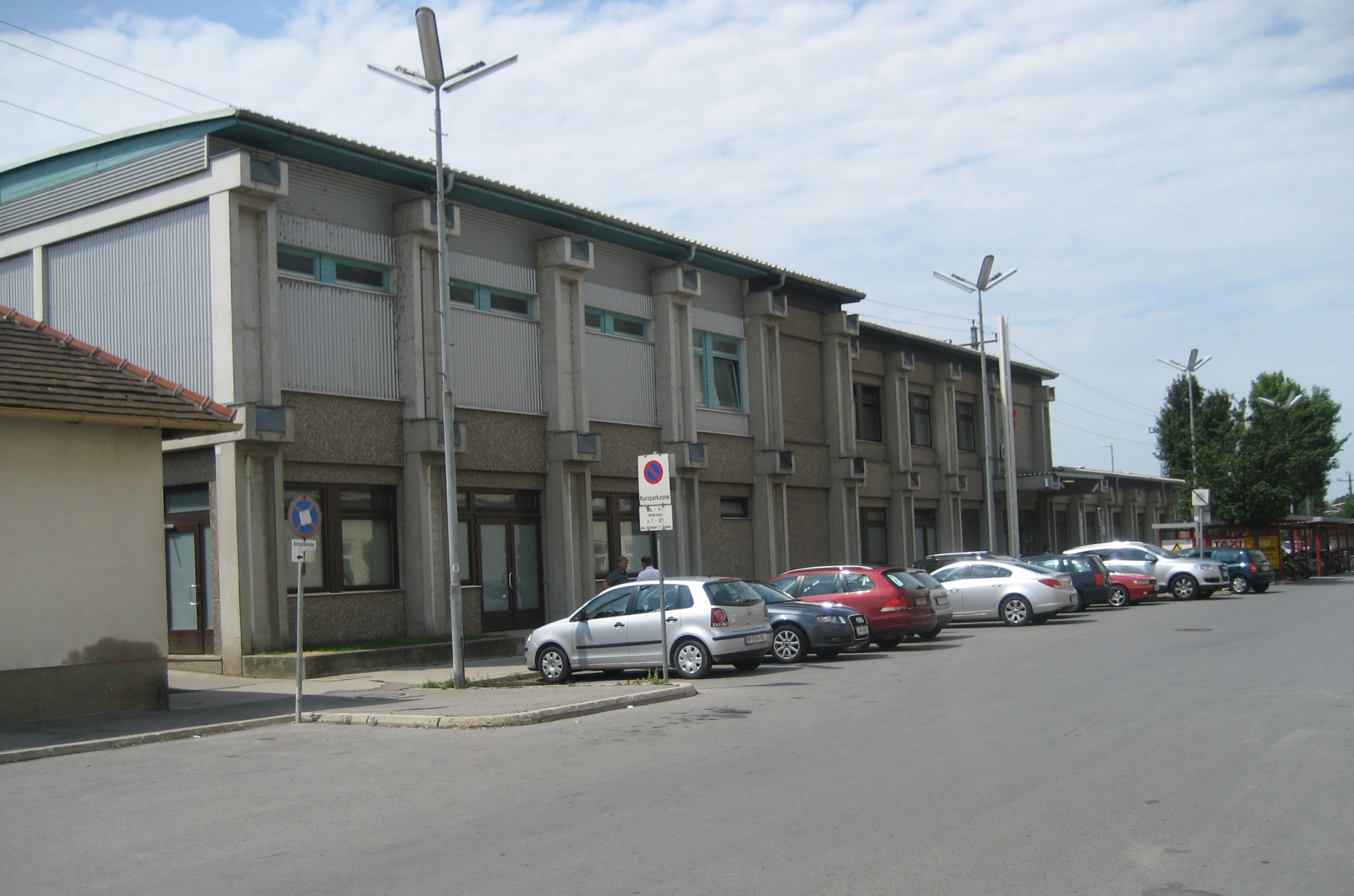
Das ehemalige Bahnhofsgebäude

## Geschichte
Der Bahnhof wurde 1846 eröffnet.

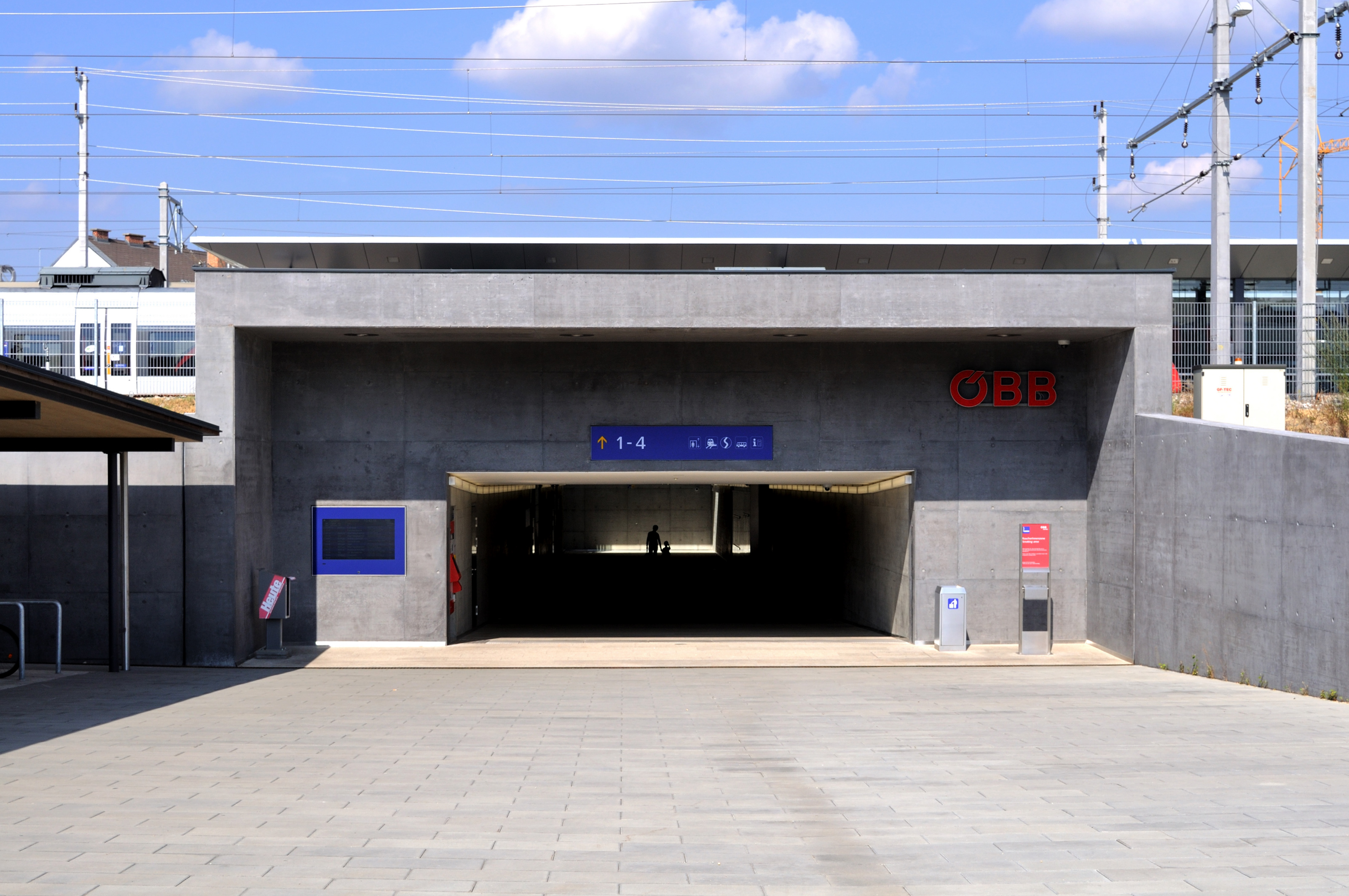
Der Ausgang zum südlichen Parkplatz

Im Zuge der Bahnhofsoffensive wurde er in den Jahren 2014 und 2015 umgebaut. Die offizielle Eröffnung war allerdings erst am 21. April 2016. Das neue eigentliche Bahnhofsgebäude liegt etwas weiter westlich. Der neue Parkplatz liegt heute neben der Kreuzung Bahnhofplatz/Kiralystraße. Seit der Fahrplanumstellung 2015 fahren nun alle Buslinien, wie beispielsweise die Linie 272, nach Bruck und enden am Bahnhof.

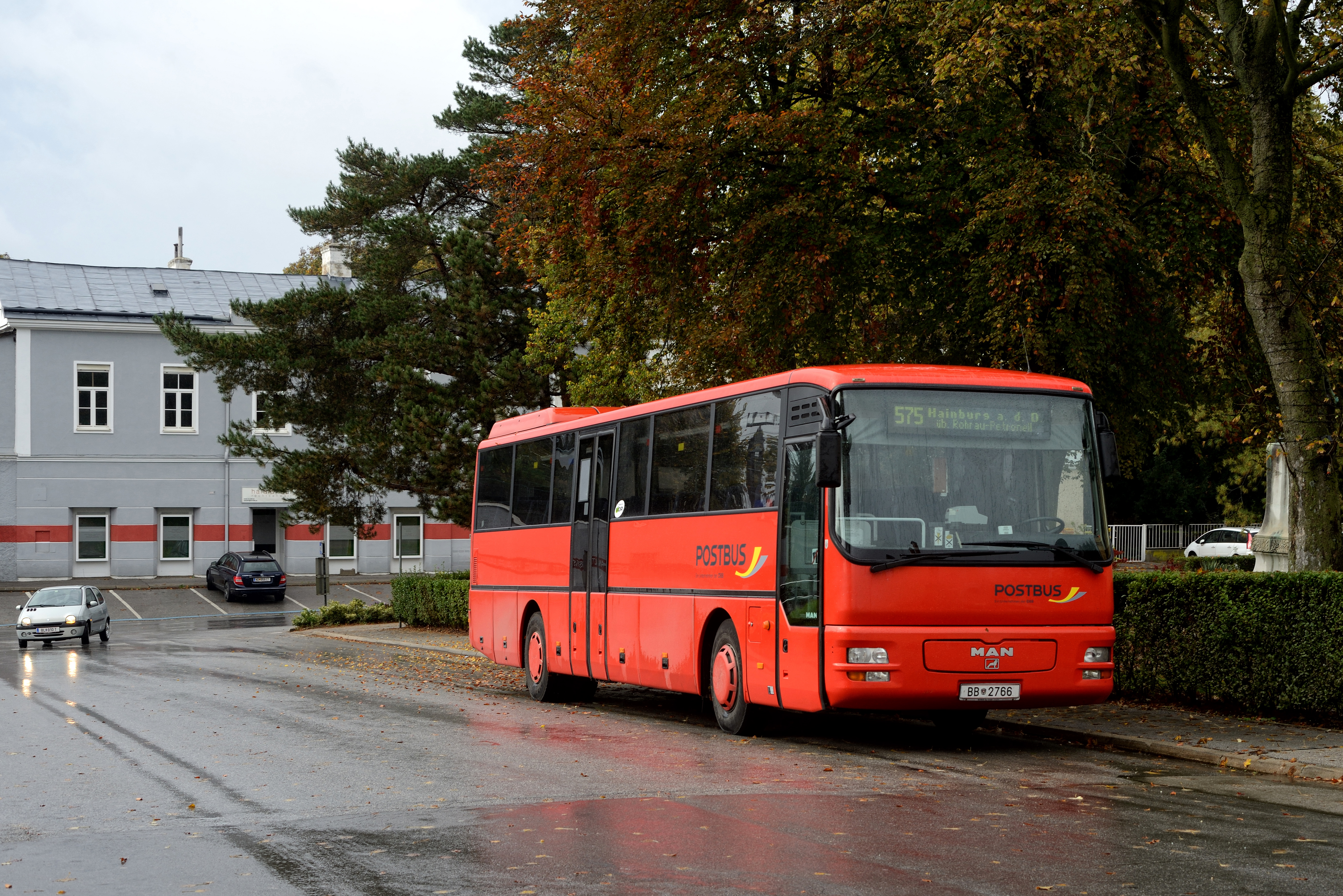
Der Bahnhofplatz
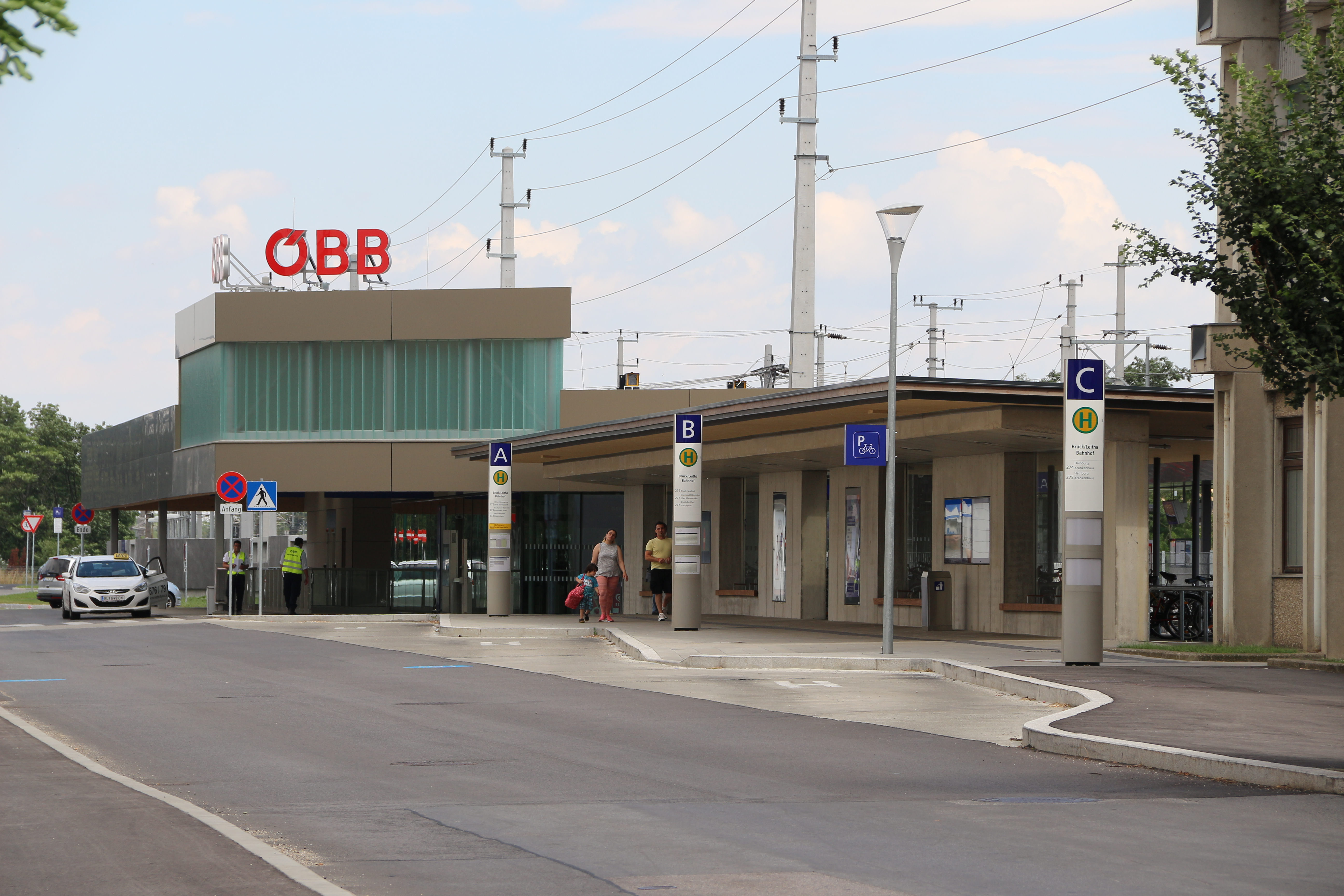
Der Bahnhof nach dem Umbau
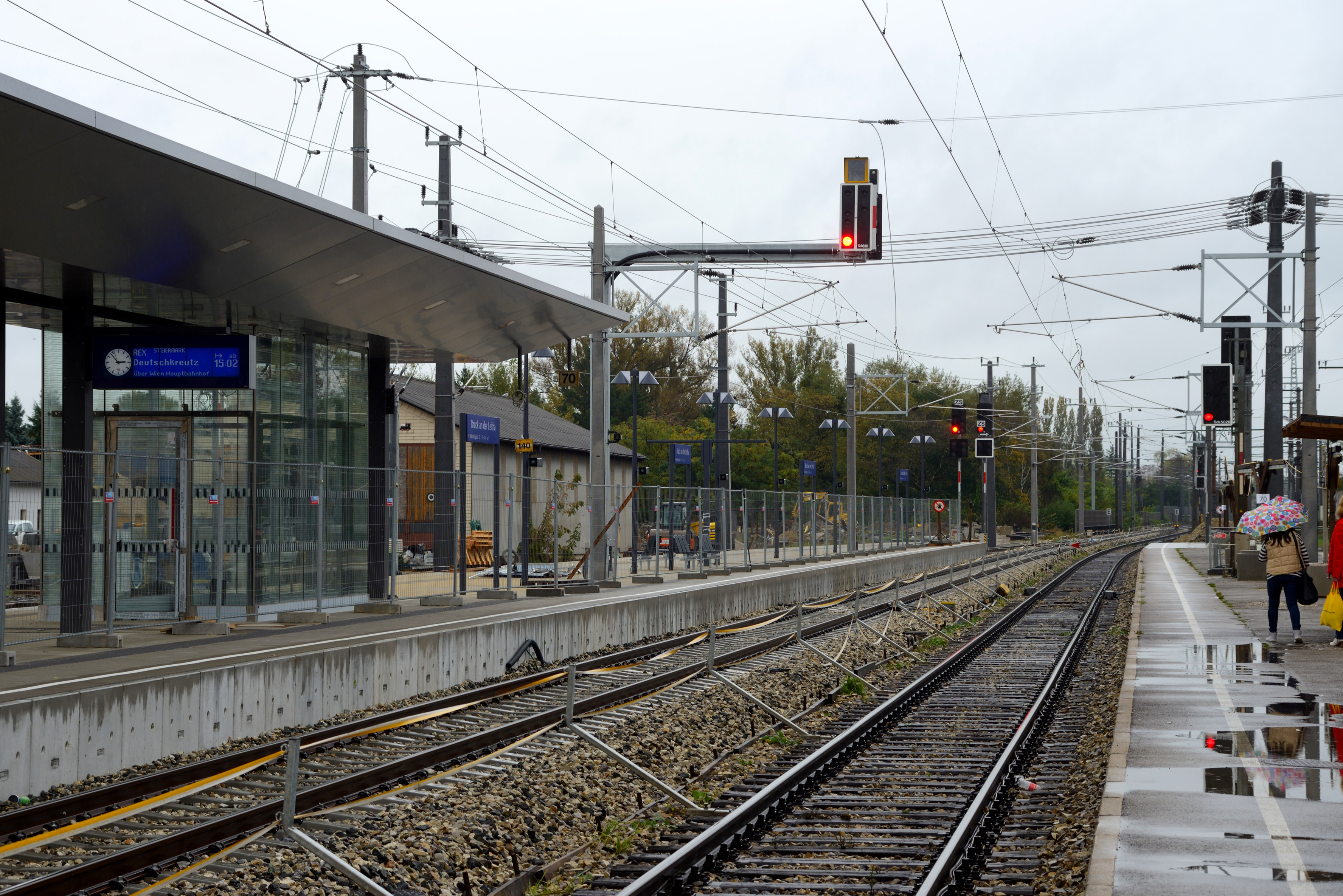
Bahnsteige nach dem Umbau
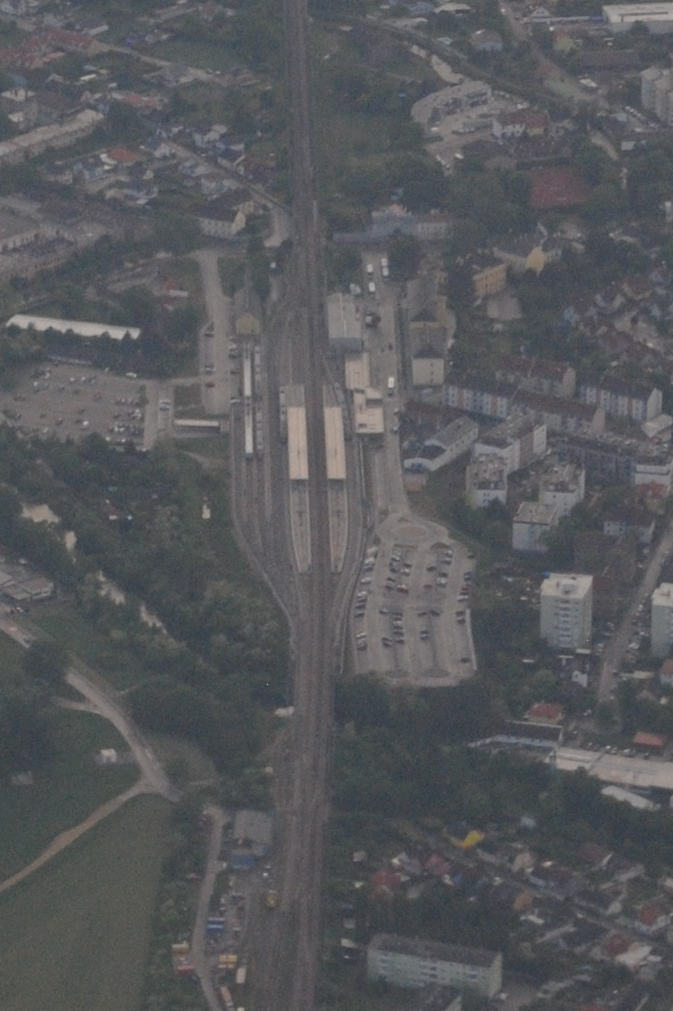
Aus der Luft

## Verkehr
Der Bahnhof wird von folgenden Bahn- und Buslinien bedient:
| Linie                              | Strecke | Takt (min)        | Anmerkung                          |
| ---------------------------------- | --- | ----------------- | ---------------------------------- |
| Österreichische Bundesbahnen · S60 | Bruck/Leitha – Wilfleinsdorf – Sarasdorf – Trautmannsdorf – Götzendorf – Gramatneusiedl – Himberg – Lanzendorf-Rannersdorf – Kledering – Wien Grillgasse – Wien Hbf. ( – Wien Meidling – (...) – Ebenfurth – Wr. Neustadt Hbf.) | '30               | bis Wr.Neustadt im 60-Minuten-Takt |
| REX                                | Bratislava – (...) Parndorf – Bruck/Leitha – Wien Hbf. ( – Ebenfurth – Deutschkreutz) | '60               |                                    |
| REX                                | (Wulkaprodersdorf – (...) – Eisenstadt –) Neusiedl/See – Bruck/Leitha – Wien Hbf. | '60               | morgens im 30-Minuten-Takt         |
| REX R                              | (Győr – (...) -) Hegyeshalom – Nickelsdorf – Bruck/Leitha (– Wien Hbf.) | '120              | morgens im 30-Minuten-Takt         |
| REX                                | (Fertöszentmiklos – (...) –) Pamhagen – Neusiedl/See – Bruck/Leitha – Wien Hbf. | einzelne Züge     | morgens und abends                 |
| 272                                | Bruck/Leitha – Stixneusiedl – Gallbrunn – Margarethen am Moos – Schwadorf – Wienerherberg – Rauchenwarth – Schwechat – Wien |                   |                                    |
| 273                                | Neusiedl/See – Parndorf – Bruckneudorf – Bruck/Leitha – Göttlesbrunn – Arbesthal – Maria Ellend/Donau – Fischamend – Flughafen Wien                                                                                             |                   |                                    |
| 274                                | Bruck/Leitha – Höflein b. Bruck – Scharndorf – Regelsbrunn – Wildungsmauer – Petronell-Carnuntum – Bad Deutsch-Altenburg – Hainburg/Donau                                                                                       |                   |                                    |
| 275                                | Bruck/Leitha – Pachfurth – Gerhaus – Rohrau – Petronell-Carnuntum – Bad Deutsch-Altenburg – Hainburg/Donau |                   |                                    |
| 275                                | Bruck/Leitha – Pachfurth – Gerhaus – Rohrau – Hollern – Schönabrunn – Prellenkirchen – Deutsch Hauslau – Potzneusiedl | ein Kurs am Abend |                                    |
| 277                                | Bruck/Leitha – Wilfleinsdorf – Kaisersteinbruch – Sommerein – Mannersdorf a. L. – Hof a. L. – Au a. L. – Stotzing a.L. – Eisenstadt                                                                                             |                   |                                    |

Wien wird damit mindestens vier Mal pro Stunde durch die Bahn bedient, zur Hauptverkehrszeit auch öfter.